# Il lato interno del vento
Il lato interno del vento ossia Il romanzo di Hero e Leandro (Serbo: Унутрашња страна ветра или роман о Хери и Леандру) è un romanzo dello scrittore serbo Milorad Pavić, pubblicato nel 1991.
In Italia è stato tradotto e pubblicato da Garzanti nel 1992 e non è stato più ristampato.
Il romanzo è diviso in due parti, una che parla della storia di Leandro, aspirante monaco ed abile muratore che vive nella Serbia del Settecento; l'altra racconta di Hero, una ragazza affascinante e romantica che abita la Serbia degli inizi del Novecento.
Il libro può essere letto in due direzioni, una seguendo la storia di Leandro e l'altra (ribaltando il libro) seguendo quella di Hero. Le due storie si incontrano al centro del libro dove si trova una pagina blu. I due personaggi vivono una enigmatica storia d'amore senza mai incontrarsi nel senso letterale del termine. Il racconto di Pavić è una storia metaforica e suggestiva che parla della condizione della Serbia odierna.
Il nome dei personaggi e la vicenda narrata prendono spunto dal mito greco di Ero e Leandro.